# Mission: Invisible
Mission: Invisible é uma animação francesa baseada nos livros de Clair Underwood e David Hodgson, que conta a história de Vin, Zero, Trixie e Newton, membros de uma rede secreta infantil que tenta combater a diabólica professora Macbeth de botar o caos em Pinkerton. O desenho possui apenas uma temporada de 26 episódios, foi exibido no Brasil pelo Gloob.

## Personagens

### Principais

#### Vin
O agente de campo da I.N.K., é vaidoso, foi quem reuniu a rede secreta e órfão, sem saber que Sooper sabe de seus pais. Tem uma paixão secreta por Zero, em vários episódios pode-se perceber isso. Seu comunicador é um relógio.

#### Zero
Apesar de aparentar ser durona, tem um bom coração e uma força inacreditável. Tem uma paixão por Vin e assumiu isso no episódio De Volta Ao Passado. Seu comunicador é um head Fone.

#### Trixie
É a estrategista e lider do Grupo e fica na QG dando as coordenadas. Sente vergonha de seus pais serem dançarinos e em algumas missões sai da QG. Algumas vezes pode ser mandona. Seu comunicador é uma caneta. E no episódio bombinhas de amor, beija o Newton.

#### Newton
O Cientista da I..N.K., vive na sombra de seu pai, que é um cientista super-dotado. Várias vezes cria máquinas que envolvam chiclete. Se sente excluído em relação a algumas missões. Seu comunicador fica em sua narina direita.

#### Sadie Macbeth
Tem um passado muito esquisito, o que reflete em suas maldades. É ótima com máquinas, e usa isso para várias vezes tentar descobrir os membros da I.N.K. ou destruí-los, até mesmo usando nas crianças.

#### Senhor Cosmo Sooper
É o diretor de Pinkerton,tem uma bondade imensa, o que o torna incapaz de ver as maldades de Macbeth. Dá aulas de ciência e sabe sobre o paradeiro dos parentes de Vin.

### Secundários

#### Burt
É o valentão de Pinkerton, tanto ele como Vin se provocam e se enfrentam diversas vezes, gosta de Van e gosta mais ainda de prejudicar o Pequeno Fred.

#### Van
É a menina mais vaidosa e tonta de Pinkerton, é a paixão de Burt.

#### Darrell
O Mais esperto e complexo aluno, oque lhe dá satisfações para ser o puxa-saco de Macbeth.

#### Cat
Gosta de Vin, mas não gosta muito de demonstrar isso em conta de Zero.

#### Ben
Um comilão, mas sabe se portar e no episódio A Verdade Nua e Crua foi forçado a dizer que ama Trixie.

## Episódios
- 01 - Burt, o Bruto
- 02 - O Resgate do Agente Newton
- 03 - Camundongos e Crianças
- 04 - Efeito Borboleta
- 05 - Bombinhas de Amor
- 06 - Xampu Vodu
- 07 - Agente Dorminhoco
- 08 - A Aluna Nova
- 09 - Armado Até os Dentes
- 10 - O Exilado
- 11 - O Golpe do Coelho Robô
- 12 - Dieta Rigorosa
- 13 - Pânico em Pinkerton
- 14 - A Verdade Nua e Crua
- 15 - Missão Esquecida
- 16 - O Jogo da Rainha
- 17 - A paciente Zero
- 18 - O Fantasma de Pinkerton
- 19 - Contos Atrapalhados!
- 20 - Vingadores Mascarados
- 21 - Macbeth é Picada
- 22 - E Aí, Doutor?
- 23 - De Volta ao Passado
- 24 - Os Suspeitos de Sempre
- 25 - Natal em Família
- 26 - Investigação em Pinkerton

## Dublagem BRA
Vin - Bruno Marçal
Trixie - Gabriela Milani
Newton - Thiago Keplmaier
Zero - Priscila Franco
Macbeth - Nísia de Moraes
Burt - Thiago Longo
Sooper - Tatá Guarnieri
Fred - Matheus Ferreira
Daryl - Ítalo Luís
Van - Jussara Marques